# Liga de Voleibol Superior Masculino 1968
La Liga de Voleibol Superior Masculino 1968 si è svolta nel 1968: al torneo hanno partecipato 7 franchigie portoricane e la vittoria finale è andata per la quarta volta ai Cafeteros de Yauco.

## Regolamento
La competizione vede le sette franchigie partecipanti affrontarsi senza un calendario rigido fino ad arrivare a ventiquattro incontri ciascuna:
- Le prime quattro classificate accedono ai play-off scudetto, dove vengono accoppiate col metodo della serpentina, strutturati in semifinali e finale al meglio delle sette gare.

## Squadre partecipanti
Al campionato di Liga de Voleibol Superior Masculino 1968 partecipano 7 franchigie. Delle franchigie aventi diritto di partecipazione:
- I Leones de Ponce scontano una stagione di sospensione.
- Gli Indios de Yauco e i Mets de Guaynabo sono due franchigie di nuova espansione.
- I Cangrejeros de Santurce, i Cardenales de Río Piedras e i Guayacanes de Guayanilla saltano l'annata grazie a una dispensa.

| Club                 | Stagione | Città     | Impianto | Stagione precedente                      |
| -------------------- | -------- | --------- | -------- | ---------------------------------------- |
| Cafeteros de Yauco   | dettagli | Yauco     | ?        | 4ª in LVSM; semifinali play-off scudetto |
| Changos de Naranjito | dettagli | Naranjito | ?        | 2ª in LVSM; Campioni di Porto Rico       |
| Criollos de Caguas   | dettagli | Caguas    | ?        | 7ª in LVSM                               |
| Indios de Yauco      | dettagli | Yauco     | ?        | -                                        |
| Indios de Mayagüez   | dettagli | Mayagüez  | ?        | 8ª in LVSM                               |
| Mets de Guaynabo     | dettagli | Guaynabo  | ?        | -                                        |
| Vaqueros de Bayamón  | dettagli | Bayamón   | ?        | 3ª in LVSM; semifinali play-off scudetto |

## Campionato

### Regular season

#### Classifica
| Pos. | Squadra              | G  | V  | P  | SV | SP | Ratio | PF | PS | Ratio |
| ---- | -------------------- | -- | -- | -- | -- | -- | ----- | -- | -- | ----- |
| 1.   | Changos de Naranjito | 24 | 19 | 5  |    |    |       |    |    |       |
| 2.   | Cafeteros de Yauco   | 24 | 18 | 6  |    |    |       |    |    |       |
| 3.   | Indios de Yauco      | 24 | 16 | 8  |    |    |       |    |    |       |
| 4.   | Vaqueros de Bayamón  | 24 | 12 | 12 |    |    |       |    |    |       |
| 5.   | Mets de Guaynabo     | 24 | 12 | 12 |    |    |       |    |    |       |
| 6.   | Criollos de Caguas   | 22 | 5  | 17 |    |    |       |    |    |       |
| 7.   | Indios de Mayagüez   | 22 | 0  | 22 |    |    |       |    |    |       |

      Ai play-off scudetto.

### Play-off
|  | Semifinali | Semifinali           | Semifinali |  |  | Finale | Finale               | Finale |  |
|  |            |                      |            |  |  |        |                      |        |  |
|  | 1          | Changos de Naranjito | 3          |  |  |        |                      |        |  |
|  | 4          | Vaqueros de Bayamón  | 0          |  |  | 1      | Changos de Naranjito | 3      |  |
|  | 2          | Cafeteros de Yauco   | 4          |  |  | 2      | Cafeteros de Yauco   | 1      |  |
|  | 3          | Indios de Yauco      | 1          |  |  |        |                      |        |  |